# Knibistechnik

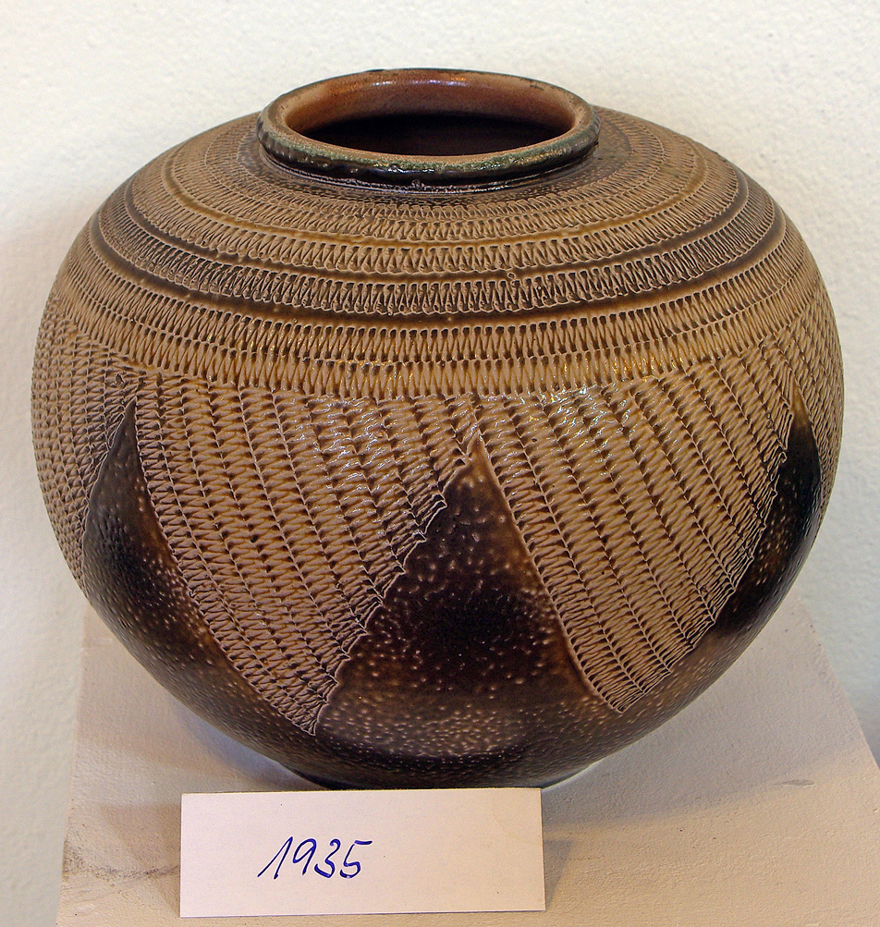
Vase mit Knibis-Dekor (Elfriede Balzar Kopp 1935)

Die Knibistechnik ist eine Dekorationsmethode von Steinzeug, bei der Formen mit einem angespitzten ober abgerundeten Holzstab vor dem Brand in die Tonmasse geritzt wurden. Dabei wurde das Tongefäß auf einer Scheibe gedreht und bekam mit dem Knibisholz mittels einer Pendelbewegung eine Zickzacklinie eingeritzt. Auch Ornamente, die mittels eines Zirkelschlages eingeritzt wurden, waren mit dieser Technik möglich.
Die Knibistechnik wurde besonders bei der Herstellung von Westerwälder Steinzeug im 18. Jahrhundert angewandt.